# Ángelo Gómez
Ángelo Gómez (9 de agosto de 1984) es un deportista cubano que compitió en judo.
Ganó una medalla de oro en los Juegos Panamericanos de 2003 y dos medallas de bronce en el Campeonato Panamericano de Judo, en los años 2004 y 2011.

## Palmarés internacional
| Juegos Panamericanos    | Juegos Panamericanos            | Juegos Panamericanos | Juegos Panamericanos |
| Año                     | Lugar                           | Medalla              | Categoría            |
| ----------------------- | ------------------------------- | -------------------- | -------------------- |
| 2003                    | Santo Domingo (Rep. Dominicana) | Medalla de oro       | –60 kg               |
| Campeonato Panamericano |                                 |                      |                      |
| Año                     | Lugar                           | Medalla              | Categoría            |
| 2004                    | Isla de Margarita (Venezuela)   | Medalla de bronce    | –60 kg               |
| 2011                    | Guadalajara (México)            | Medalla de bronce    | –66 kg               |